# Telegrafi
Telegrafi är vissa system för överföring av information, till exempel text och symboler, över stora avstånd utan att något fysiskt medium behöver tillryggalägga sträckan. Ordet telegraf myntades i slutet av 1700-talet som en bildning av grekiska tele (fjärran) och grafein (skriva).
Ordet telegraf syftar dels på anläggningen, dels på de kontor där elektriska telegrafer var placerade, och dit allmänheten kunde gå för att skicka telegram.

## Huvudsystem
Man kan urskilja tre huvudsystem för överföringsmediet: akustisk, optisk och elektrisk telegrafi. Det finns elektriska telegrafer både för trådbunden kommunikation och för kommunikation via radio (radiotelegrafi).
Innan telegrafen använde man brevduvor, brevbärare och andra sätt att kunna skicka meddelanden mellan olika platser, detta kunde ta flera dagar, veckor eller månader. 
Man ville ha ett sätt att kunna skicka meddelanden på snabbare sätt. Amerikanen Samuel Morse blev år 1830-talet klar med både morsealfabetet och den elektriska telegrafen. Den första telegraflinjen mellan två städer var färdig år 1844 och den första linjen i Sverige byggdes mellan Stockholm och Uppsala år 1853. De kablar som las på havsbotten för att binda samman kontinenterna fick stor betydelse. Nu kunde budskap som innan tagit flera veckor plötsligt ta några minuter att nå fram.

### Järnvägsignalering
Ännu på 1900-talet användes både i Sverige och Danmark signalpipa, alternativt signalhorn, (på danska fløjte) vid järnvägar för kommunikation mellan bangårdpersonal och lokförare vid rangering. Vid färjeförbindelsen Helsingborg – Helsingör användes följande signaler: 

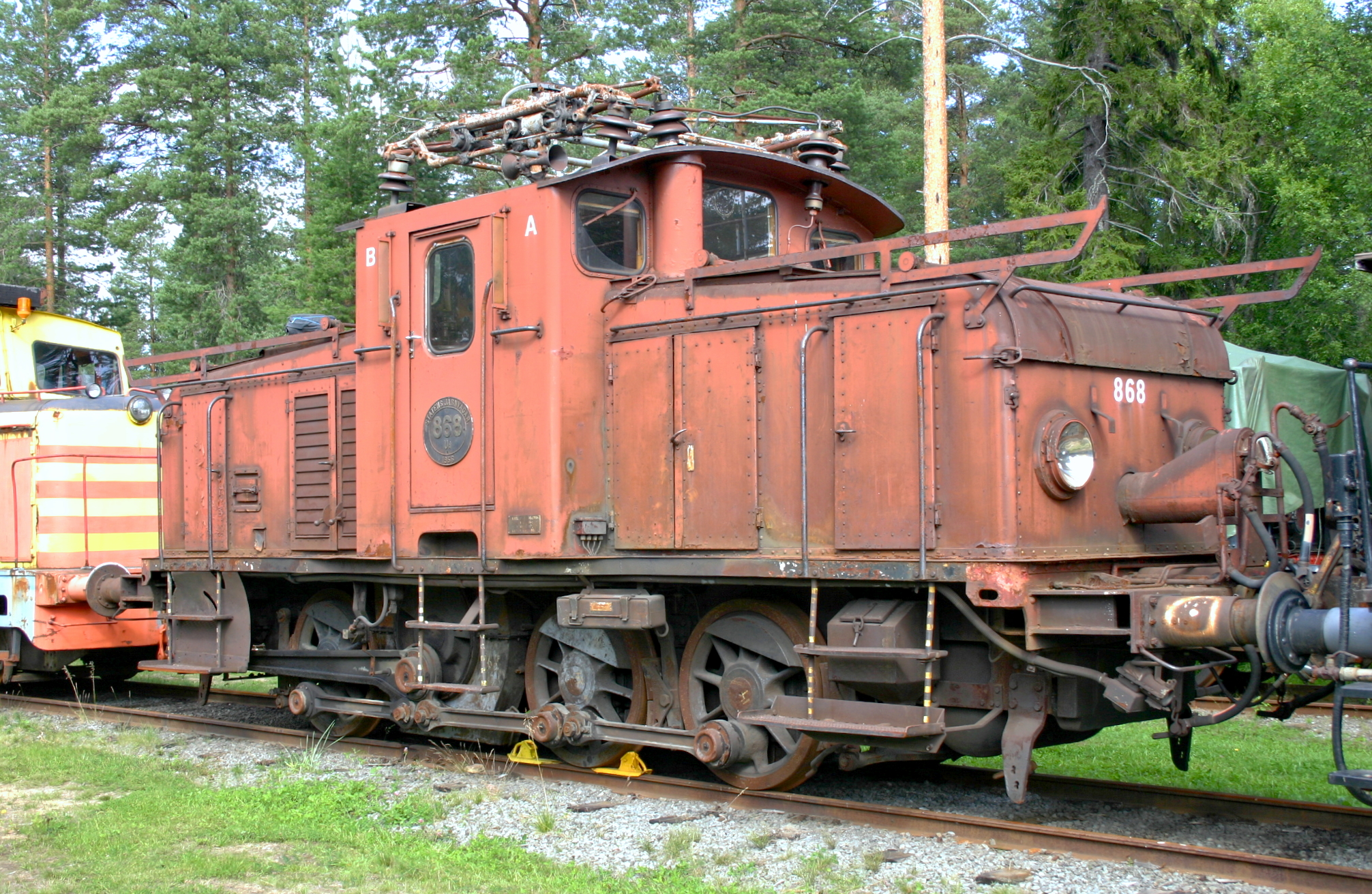
Växellok

På danska sidan definierades speciellt, att med frem menades rörelse i riktning från färjan, och tilbage i riktning mot färjan. Ett växellok har koppel i bägge ändar, och kan vid växling vara vänt si eller så, varför det från lokförarens synpunkt inte är entydigt hur lokets körriktning A och riktning B ska verkställas.
Eventuellt användes visselsignalering även på andra ställen i järnvägnäten; säkert är dock att signalpipa användes på 1970-talet vid växling i danska Rødbyhavn för färjeförbindelsen till Puttgarden i Tyskland. 
En fördel med visselsignalering är att det fungerar även i mörker och när sikten mellan lokförare och växlare är skymd på annat sätt.
I Sverige avskaffades visselsignaleringen officiellt 1959 (SÄO 1959), men i praktiken hade bruket antagligen upphört tidigare.
I USA kunde tågen vara mycket långa, och lokets egen bromsförmåga räckte inte för hela tåget; varje vagn måste hjälpa till med bromsningen. I början hade man inte teknisk möjlighet att från loket kunna manövrera bromsarna på tågets alla vagnar. Därför var varje vagn bemannad med en bromsare, som manuellt skötte vagnens broms. När det blev en nedförsbacke på linjen, eller då tåget skulle stanna vid en station, signalerade lokföraren med lokets ångvissla enligt en fastställd kod, när bromsarna skulle dras åt eller släppas. Vid vägövergångar fanns det banvakter, som manövrerade grindar, som stoppade vägtrafik. När tåget kom inom hörhåll från korsningen anmälde lokföraren med ångvisslan att tåget närmade sig, som signal till banvakten att stänga grindarna.

### Optisk telegrafi
Optisk kommunikation har använts under långa tider i många kulturer. Vårdkasar och röksignaler är två exempel med uppenbara begränsningar. Grekerna hade emellertid redan på 450-talet f.Kr. ett system där meddelanden kunde sändas bokstav för bokstav. Signaleringen gjordes med flaggor på dagarna och facklor på nätterna. Fackelbärarna ömsom gömde facklan bakom pelarna i krenelerade torn, ömsom visade den mellan pelarna enligt ett system, som var kod för individuella bokstäver.
Ett primitivt system att sända ett begränsat antal meddelanden fanns i Nederländerna, där man genom att ställa stillastående kvarnvingar i vissa lägen kunde meddela t.ex. "dödsfall i familjen" eller "främmande besökare på väg".

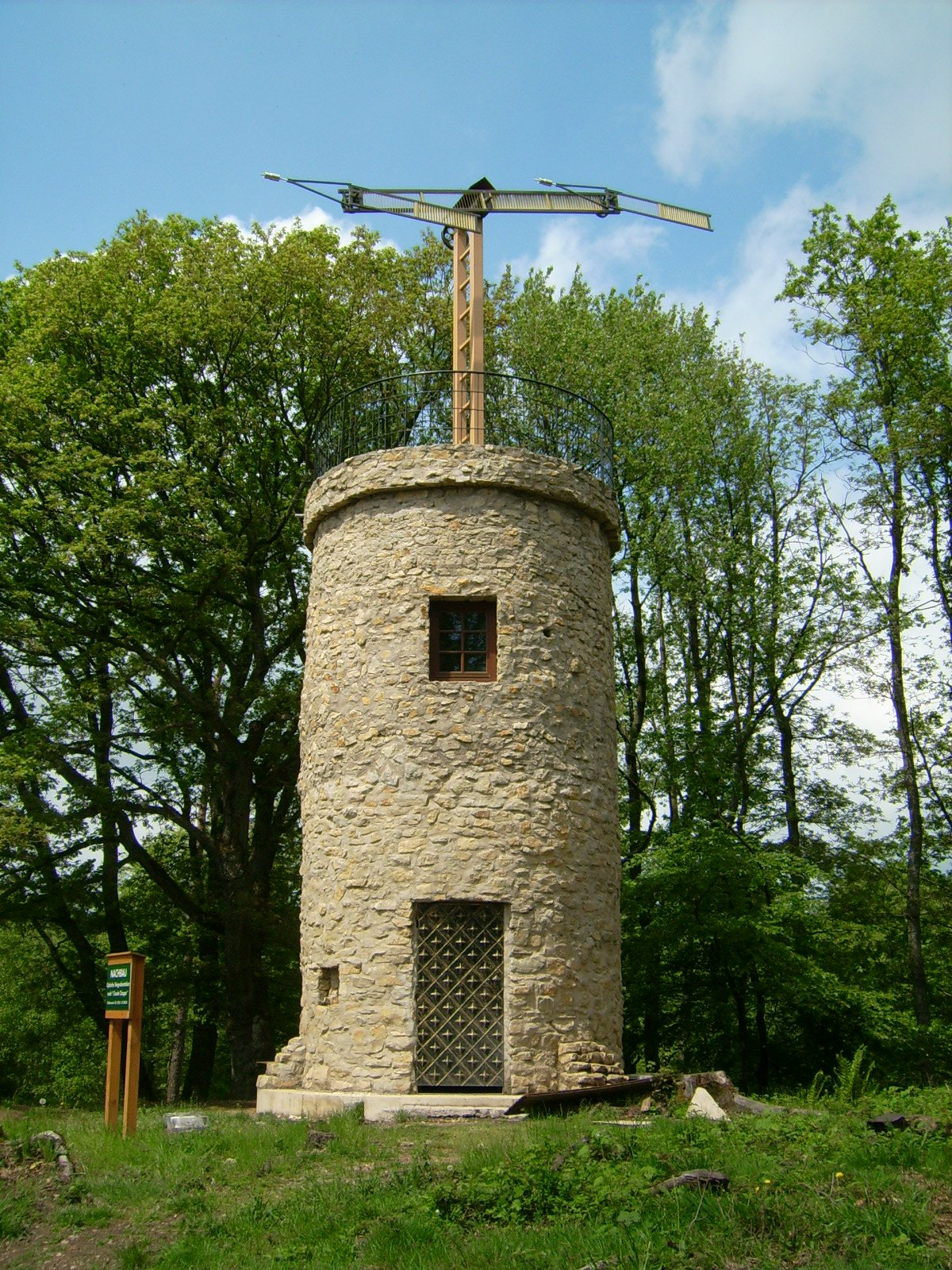
Chappe-semafortorn
Replik i Nalbach, Tyskland

I slutet av 1700-talet utvecklades telegraflinjer med optisk telegraf, oftast enbart i statens tjänst. Fransmannen Claude Chappe utvecklade ett system för främst militärt bruk i form av master med semaforliknande vingar, som kunde vinklas på olika sätt med ett sinnrikt system med linor och trissor.
Chappe-systemet användes även för att skicka meddelanden från land till fartyg på sjön.

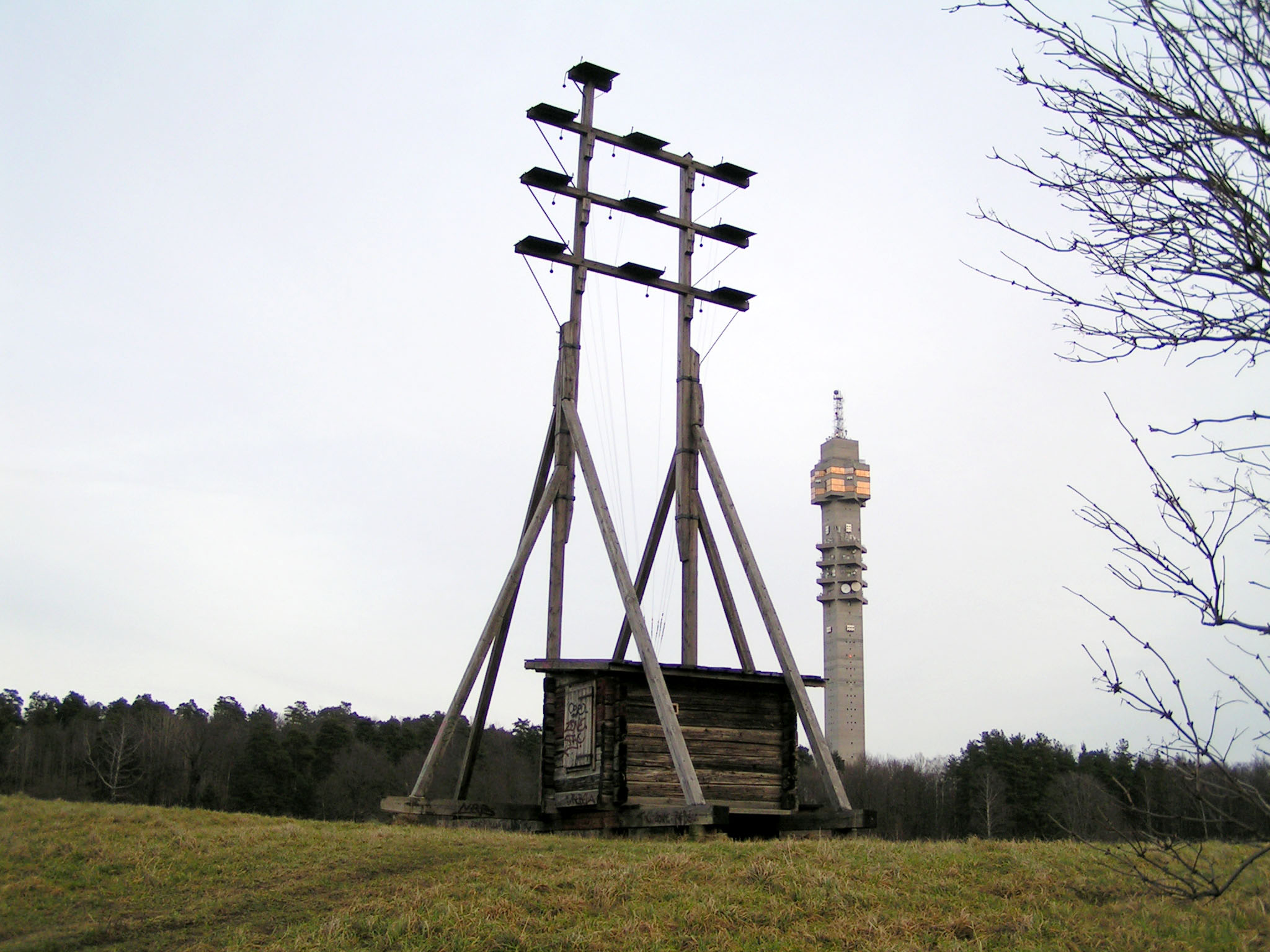
Optisk edelcranz-telegrafstation
Replik vid Tekniska Museet i Stockholm. Kaknästornet i bakgrunden.

Svensk pionjär var Abraham Niclas Edelcrantz, som konstruerade ett digitalt system med luckor, som kunde ställas på kant så att de inte syntes på avstånd (= 0), eller vändas så att de syntes väl (= 1). Man sände alltså tal motsvarade ett helt uttryck, vilket tolkades med hjälp av en speciell kodbok. En omskriven linje gick från fyrplatsen Söderarm i Stockholms yttre skärgård till kungliga slottet i Stockholm med förlängning till Drottningholms slott. En mellanstation låg lämpligt nog vid Vaxholms fästning. Huvuduppgiften var att varna för eventuellt fientligt angrepp. En edelcrantzstation finns bevarad i Vaxholms Fästningsmuseum.

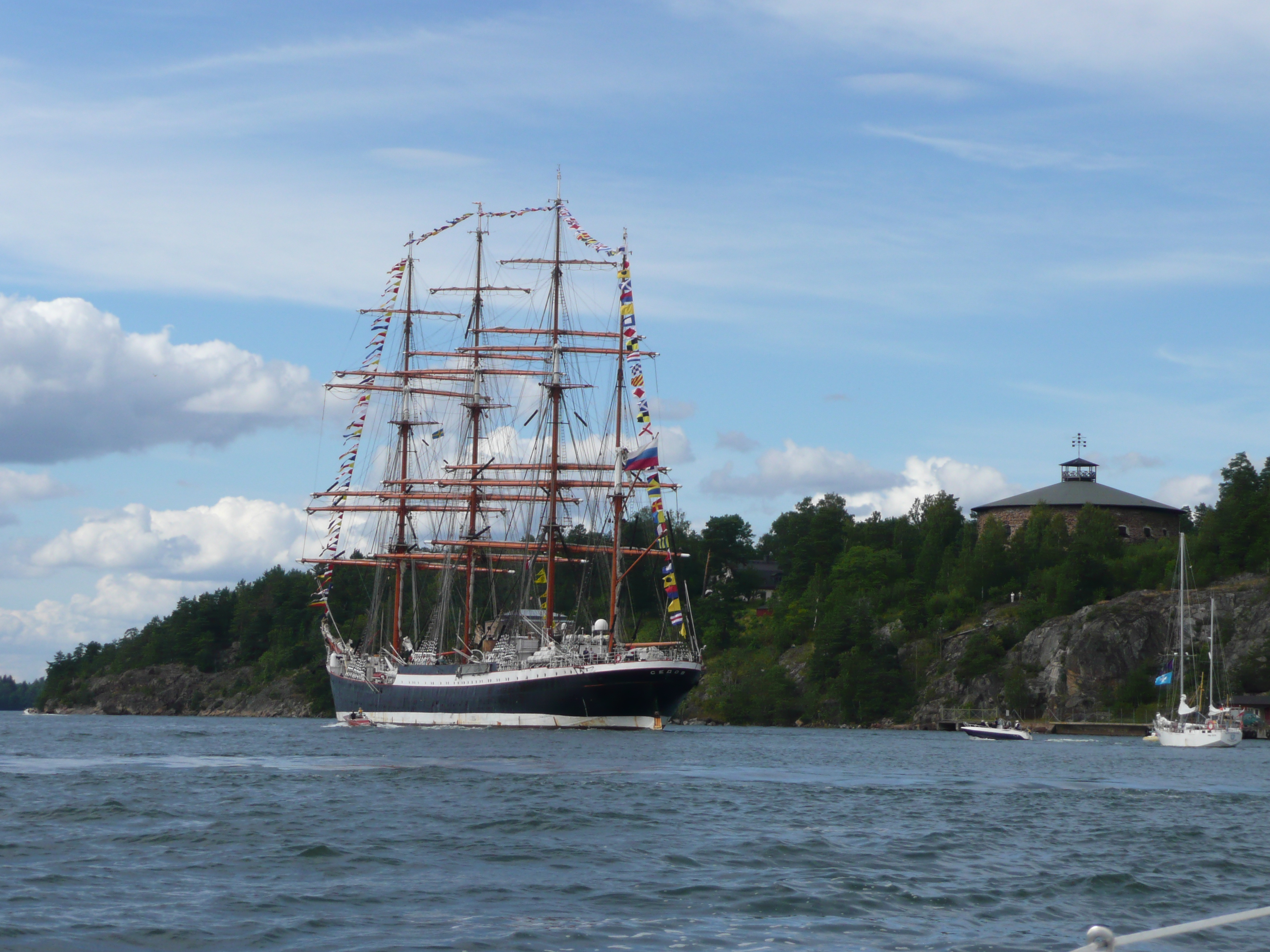
Den optiska telegrafen på Fredriksborgs befästning vid Oxdjupet
Här är lucka A symmetriskt placerad, vilket betyder att denna station behövde avläsas endast från ett håll.
I förgrunden skolfartyget Sedov

Det finns även en fullskalekopia på sin originalplats, nämligen högst uppe på Fredriksborgs befästning vid Oxdjupet utanför Stockholm.
En replik av en Edelcrantz-station uppfördes 1995 på Ladugårdsgärdet ("Gärdet") i Stockholm. Den förvaltas av Tekniska museet i Stockholm strax intill. År 2014 flyttades anordningen till Grisslehamn.
Den ensamma luckan överst kallades A, de 9 luckorna på armarna under betecknade de tal, som kunde tolkas med hjälp av kodboken. Siktat i telegraflinjens framriktning ska luckorna tolkas på ett sätt, medan tolkningen i linjens returriktning ska ske spegelvänt. Genom att A-luckan är osymmetriskt placerad, kan man avgöra om tolkningen ska ske rättvänt eller spegelvänt.
En förbindelse med Edelcranz system kunde överbringa ett meddelande på ungefär halva den tid som behövdes för samma meddelande på en lika lång chappeförbindelse.
Den optiska telegrafen finns ej mer, men namn som Telegrafberget på moderna kartor minner än i dag om platser för optiska telegrafstationer i svunna tider.
Optiska telegrafstationer manövrerades och observerades av vakter. Det var ett ansträngande arbete att med kikare hålla kontinuerlig uppsikt på motstationens signaler. Ouppmärksamhet bestraffades hårt! Det gav upphov till en inofficiell kod i kodboken för "privat signalering" mellan vakterna: "Pass på. Inspektör är på väg!" Nattetid och vid dimma blev det förbindelseavbrott.

### Elektrisk telegrafi

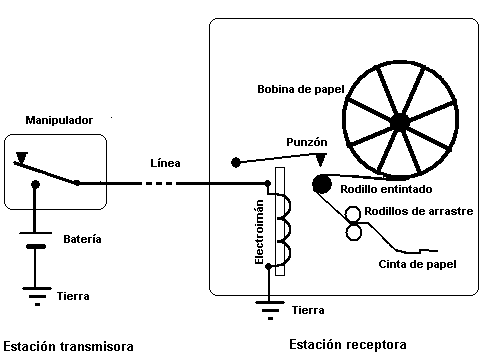

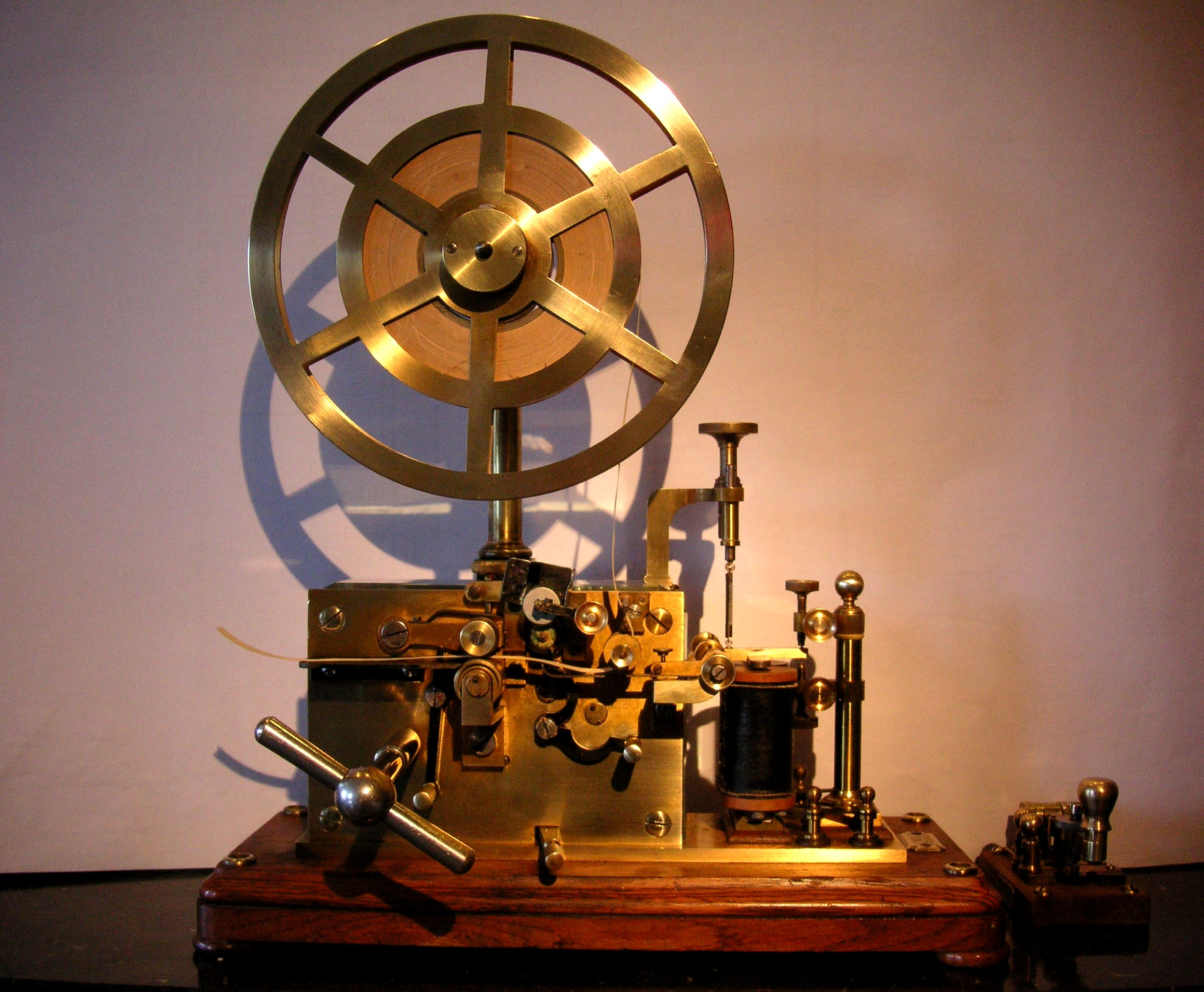
LM Ericssons Telegraf Serie 800, ca 1880.

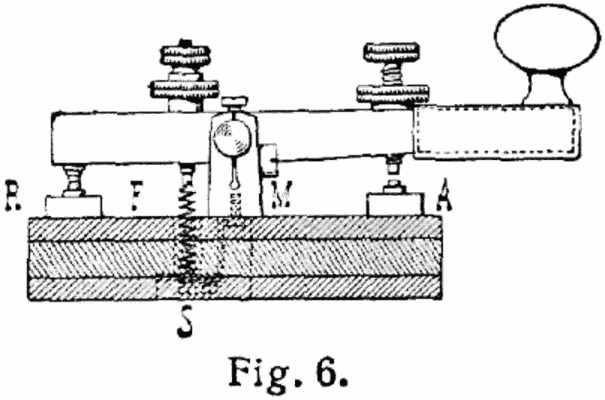
Telegrafnyckel.

Under första hälften av 1800-talet övergick man till att sända meddelandena via elektriska ledningar i form av korta eller långa pulser, med morsealfabetet eller liknande system. Sedan början av 1900-talet har man även sänt telegrafi över radio (radiotelegrafi). Ett meddelande som sänds via telegraf eller telex kallas för telegram. Telegrafi över radio betecknas ofta oegentligt för CW ("continuous waves"), vilket egentligen är en teknisk egenskap hos radiosändaren.
Detta för att skilja signalering med odämpade eller kontinuerliga vågor från de dämpade vågor som en ursprungliga radiotelegrafin använde. Dämpade vågor benämns "sändningsklass B", och är sedan 1966 uttryckligen förbjudna i ITU:s Radioreglemente. 
Samuel Thomas von Sömmering konstruerade sin elektrokemiska telegraf år 1809. Den hade dock svagheter i att den bestod av 27 trådar som med elektrolys sönderdelade vatten blev den dyrbar och långsam. En annan tidig telegraf, en elektromagnetisk, konstruerades av Paul Schilling von Cannstatt 1832. Den första elektromagnetiska telegrafen som användes för regelbunden kommunikation byggdes av Carl Friedrich Gauss och Wilhelm Weber 1833 i Göttingen, den användes för kommunikation från det astronomiska till det magnetiska observatoriet. Den använde en stark magnet som sköts in i en rulle och flyttades fram och tillbaka och därigenom skapade strömväxling i ledningen och påverkade en upphängd magnet i mottagarändan från vilken meddelandet utlästes. 1837 konstruerade fysikern Karl August Steinheil i München en telegraf mellan Kungliga akademien i München och Bogenhausen. Han förenklade konstruktionen genom att i stället för två ledningar endast nyttja en som var jordad, och skicka meddelandet i form av pulser med eller utan spänning i tråden. Den första kommersiella elektriska telegrafen konstruerades av William Fothergill Cooke och användes på Great Western Railway i Storbritannien. Den sträckte sig 13 miles från Paddingtons station till West Drayton och togs i bruk den 9 april 1839. 
I USA utvecklades telegrafnätet snabbt under en 20-årsperiod med början 1844. Den första tekniskt och kommersiellt framgångsrika telegrafkabeln över Atlanten färdigställdes 18 juli 1866. Tidigare undervattenskablar över Atlanten hade byggts 1857, 1858 och 1865. Den som byggdes 1857 fungerade bara då och då under några veckor. Sedan den första telegrafledningen över Stilla havet färdigställts 1902 omspände telegrafnätet hela Jorden. 
Under den första tiden med elektrisk telegraf användes morsealfabetet eller liknande system för kretsar som sluts och öppnas. Länge sköttes sändningen av dessa tecken, antingen de gick på tråd eller med radio, av telegrafister som manuellt nycklade tecknen med en telegrafnyckel, som i princip är en enkel men lätthanterlig strömbrytare. Senare har tillverkats halvledarstyrda nycklar, så kallade elbuggar, som genererar korta signaler om man rör nyckeln åt höger och långa signaler om man rör den åt vänster. Före elbuggarnas tid hade man en halvautomatisk mekanisk bugg, där de korta tecknen genererades av en pendelanordning, medan de långa tecknen styrdes helt manuellt. (Benämningen bugg, kommer sig av att en amerikansk tillverkarpionjär inom området hade en logotyp med bilden av en skalbagge, bug på engelska, försvenskat till bugg.)
Morsesystemet användes i början bara på telegraflinjen mellan Washington, D.C. och Baltimore, men redan 1858 lade man ut den första sjökabeln under Atlanten. Kabeln, som går från Irland till Newfoundland, möjliggjorde telegrafi och telefoni tvärs över jordklotet. Bara 35 år senare fanns det inte mindre än 11 kablar mellan Europa och Amerika, men det gick även kablar österut. Genom Asien gick de längs den transsibiriska järnvägen. Det var en ganska bräcklig förbindelse på många ställen med bara en primitiv mast och en enkel koppartråd. Med morsetelegrafi för hörmottagning kommer man upp i hastigheter om 200 tecken per minut, eftersom två människor alltid är inblandade i normalfallet. Numera (2004) är det primärt radioamatörer som vidmakthåller kunskapen och användandet. Med datorers hjälp kan man komma upp till betydligt högre hastigheter med morsealfabetet, men andra metoder för fjärrskrift är kapacitetsmässigt effektivare än morsealfabetet.
1850 infördes den första elektriska telegrafen i Sverige[källa behövs], och 1853 byggdes den första telegraflinjen mellan Stockholm och Uppsala. I samband med stambanenätets utbyggnad passade man samtidigt på att dra fram telegraflinjer mellan städerna, vilket bidrog till telegrafnätets utbyggnad.
1895 uppfann Guglielmo Marconi den första trådlösa telegrafen, och 1898 byggdes den första telegrafen för trådlös telegrafering över Engelska kanalen. 1901 lyckades man även sända radiotelegrafi över Atlanten.

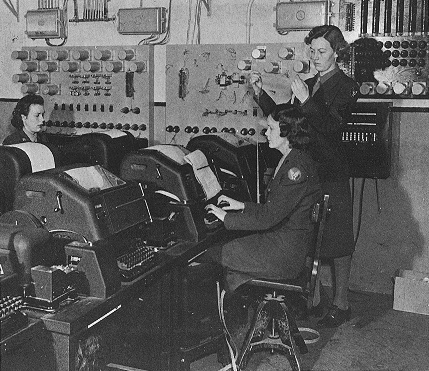
Fjärrskrivare, andra världskriget.

## Telegrafimaskiner
I slutet av 1800-talet konstruerades maskiner för att göra telegraferingen snabbare. 

### Typtryckare
Bokstavstrycktelegraferna använde morsealfabetet och på förhand perforerade pappersremsor för maskinell sändning av tecknen. På mottagarstationen skrevs telegraftecknen till en början på en pappersremsa och senare på hålremsa för att automatiskt omvandlas till bokstäver. Då utvecklades även av fransmannen Émile Baudot ett nytt telegrafalfabet, femenhetsalfabetet, i vilket varje tecken utgörs av en kombination av fem lika långa element, vilket gav möjlighet att representera alla bokstäver, siffror och specialtecken. Det är således 32 tecken i detta alfabet.

### Fjärrskrivmaskiner
Under första delen av 1900-talet utvecklades olika former av maskintelegrafi, där sändning och mottagning med användande av femenhetsalfabetet sköttes av elektriska skrivmaskiner, så kallad fjärrskrift. Även fjärrskrivmaskinerna använde på förhand perforerade pappersremsor för maskinell sändning av tecknen eftersom hålremssändning utnyttjar kommunikationslinjerna mer effektivt än manuell sändning, och därmed sänks trafikavgifterna. 
Under mitten av 1900-talet användes Hellskrivare som grundade sig på ett förenklat bildtelegrafiskt system som senare övergetts.
Det engelska namnet för fjärrskrivmaskin är teleprinter och det amerikanska teletypewriter (förväxla ej med det tidigare registrerade varumärket Teletype). Systemet Telex, en förkortning av "Teleprinter Exchange Service", infördes under 1940-talet. Telex är utväxling av telegram lokalt och internationellt mellan enskilda abonnenter via telefonnätet med hjälp av fjärrskrivare, teleprinter. 
Dagens datorkommunikation är i stort sett en vidareutveckling av denna teknik. År 1999 togs morsesystemet till slut ur bruk och ersattes av det satellitbaserade nöd- och säkerhetssystemet GMDSS.

### Telefax
Telefax som överför både text och bild på elektronisk väg utvecklades starkt från mitten av 1980-talet. Numera konkurrerar digitaliserade överföringar som e-post via persondatorer med telefax.

## Telegrafremsa

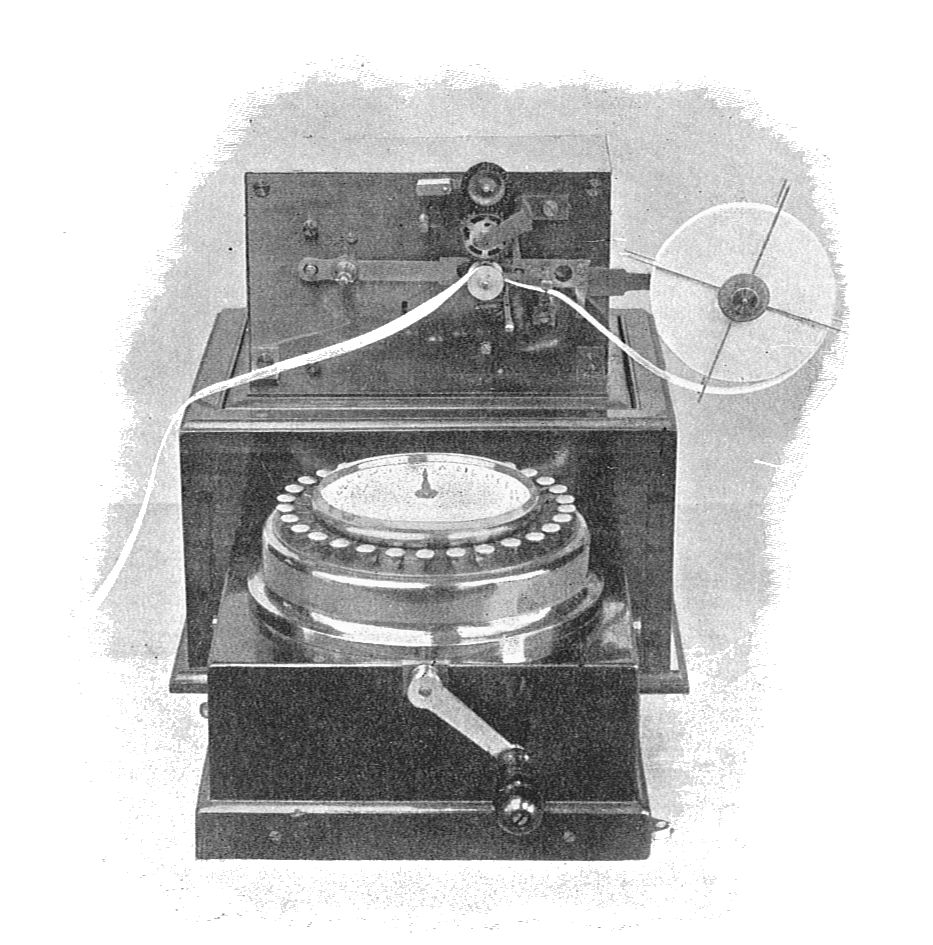
Telegraf med telegrafremsa

Telegrafremsa är den pappersremsa som kommer ut från en telegrafapparat. Den innehåller en text, som oftast klistras upp på ett papper.

## Galleri

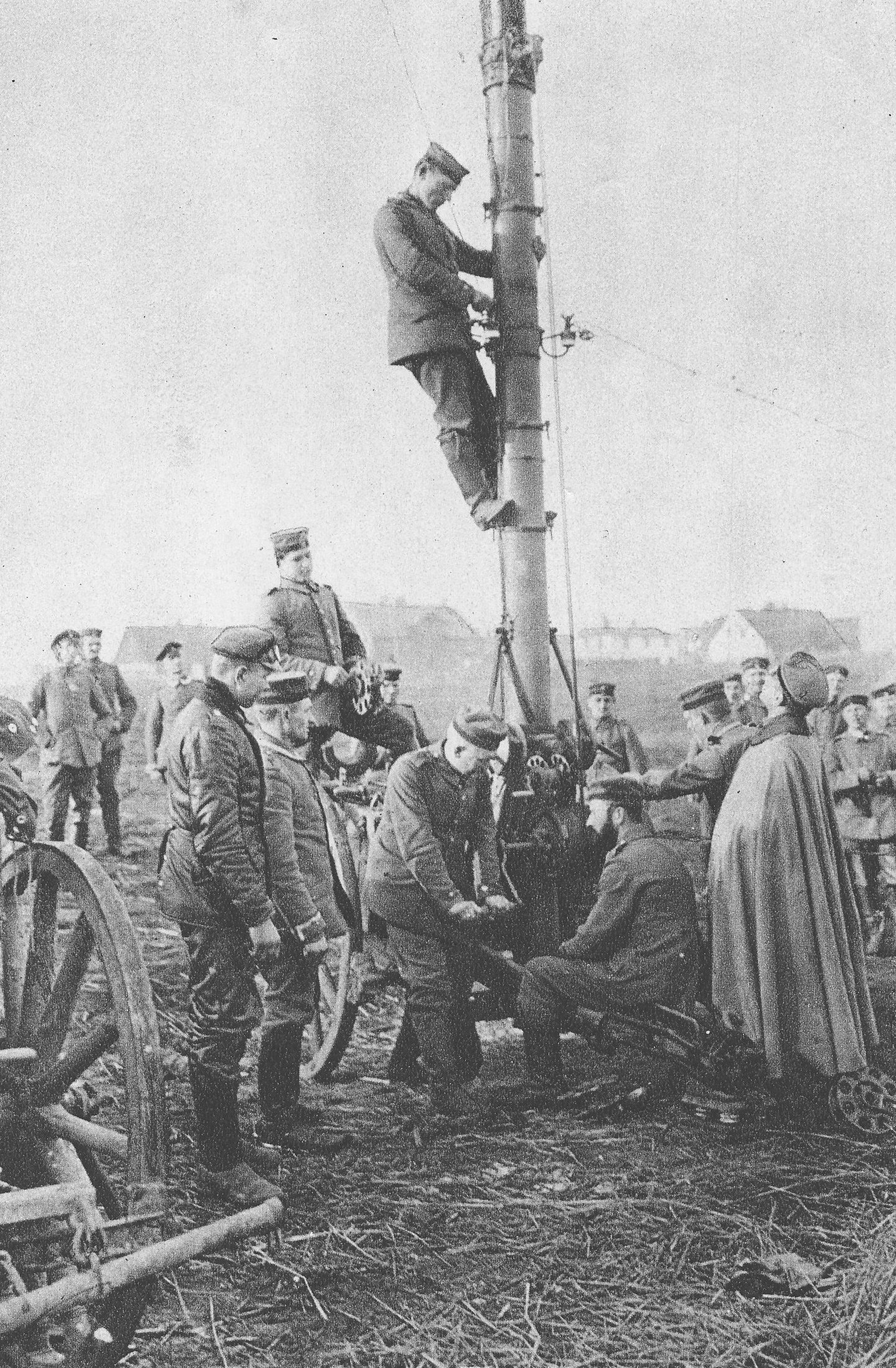
Upprättande av en tysk fälttelegrafstation under första världskriget.
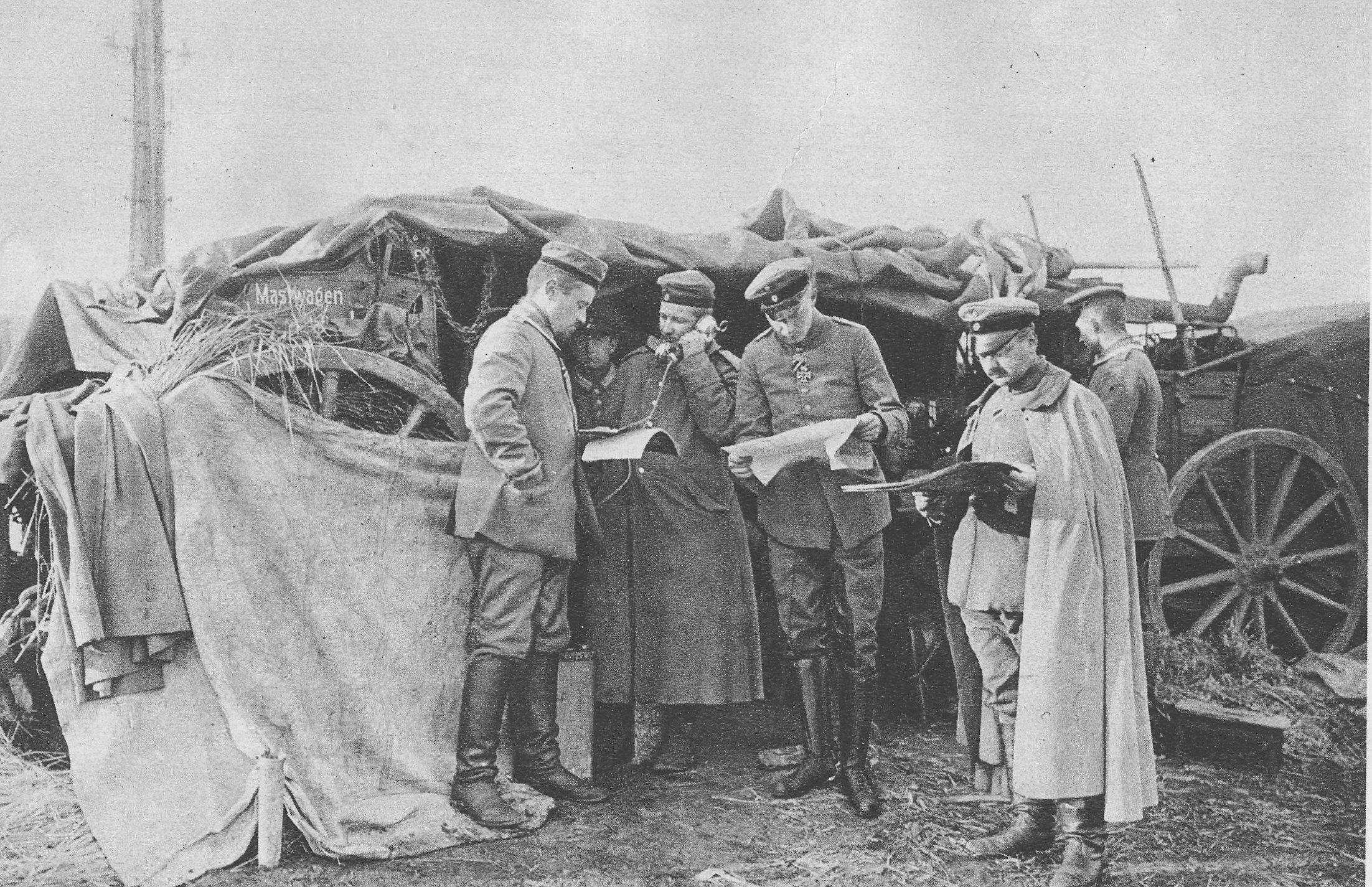
Officerare och manskap vid en tysk fälttelegrafstation under första världskriget.